# 梅尔西 (约讷省)
梅尔西（法語：Mercy，法語發音：[mɛʁsi] ⓘ）是法国勃艮第-弗朗什-孔泰大区约讷省的一个市镇，属于欧塞尔区。

## 地理
梅尔西（48°1'50"N, 3°37'49"E）面积2.66 平方千米，位于法国勃艮第-弗朗什-孔泰大區约讷省，该省份为法国中北部内陆省份，西接卢瓦雷省，西北接塞纳-马恩省，南至涅夫勒省，东临科多尔省，东北与奥布省接壤。
与梅尔西接壤的市镇（或旧市镇、城区）包括：尚普洛、贝勒绍姆、阿尔芒松河畔布列农。

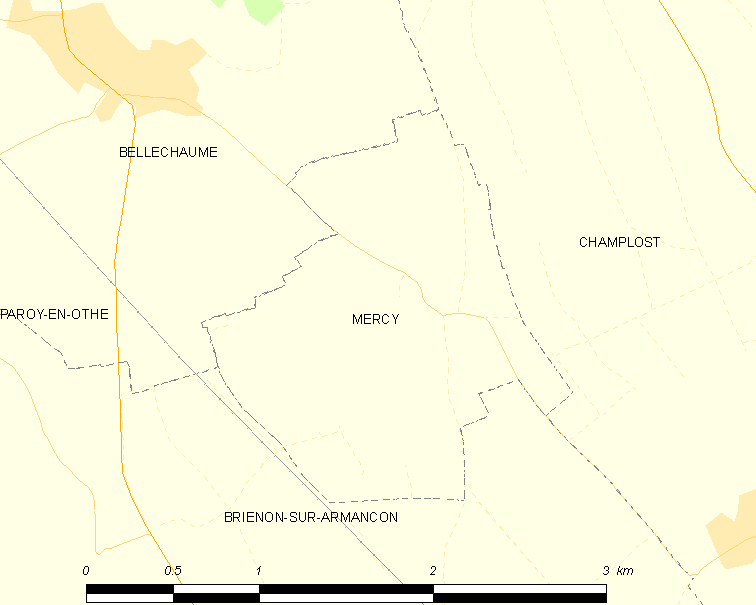
的OSM定位图

梅尔西的时区为UTC+01:00、UTC+02:00（夏令时）。

## 行政
梅尔西的邮政编码为89210，INSEE市镇编码为89249。

## 政治
梅尔西所属的省级选区为阿尔芒松河畔布列农县。

## 人口

1962-2008年间人口变化图示

梅尔西于2022年1月1日时的人口数量为77人。